# Relaciones España-Perú
Las relaciones hispano-peruanas se refieren a las relaciones internacionales entre el Reino de España y la República del Perú. Ambos países son miembros de pleno derecho de la ABINIA, la ASALE, la AICO, el CAF, la CEI, la CEPAL, el CERLALC, la COMJIB, la COPANT, la FELABAN, la Fundación EU-LAC, el IICA, la OEI, la OISS, la OIJ, la ONU y la SEGIB. También comparten su pertenencia al sistema de Cumbres Iberoamericanas.

## Historia

### Conquista española

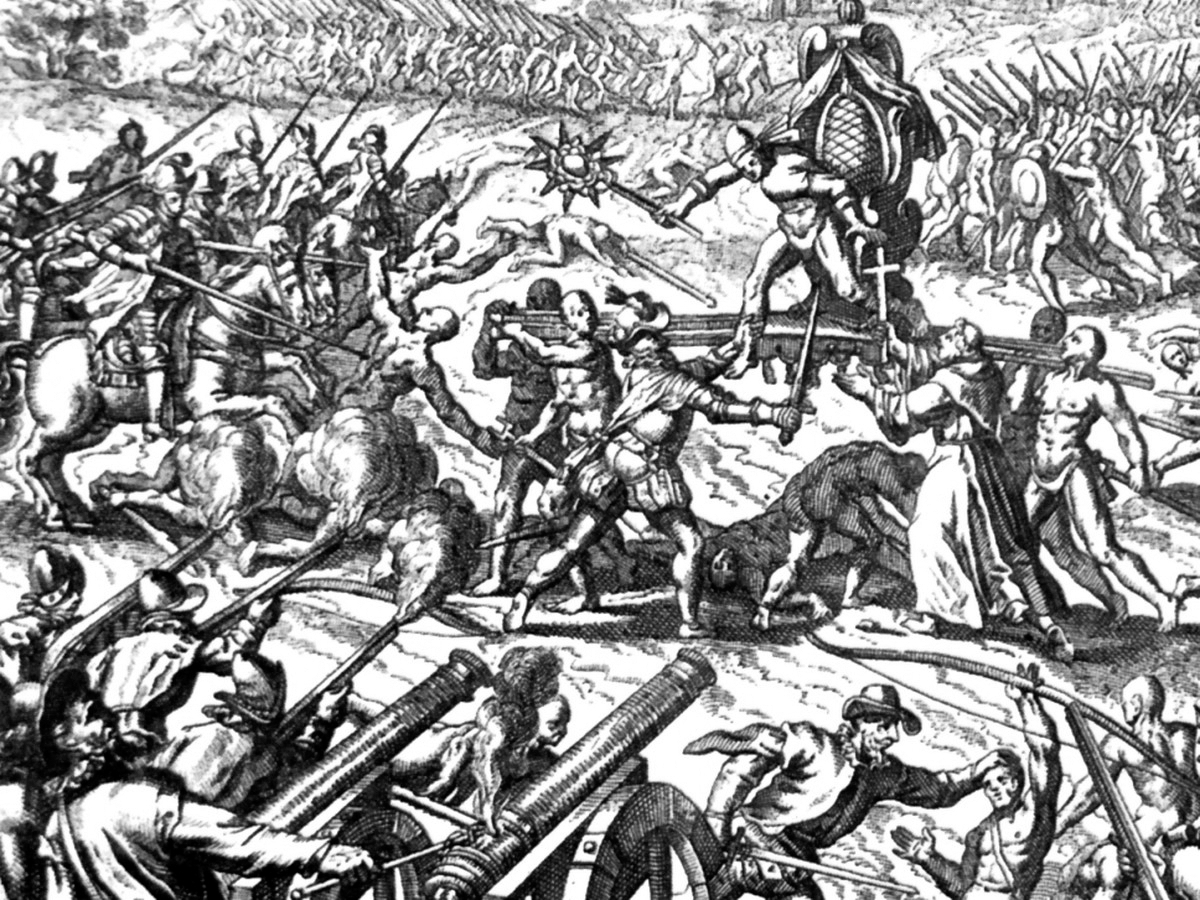
Emperador Inca, Atahualpa, durante la Batalla de Cajamarca.

España y Perú comparten una larga historia desde la llegada de los primeros conquistadores españoles liderados por Francisco Pizarro en 1532. En 1534, los españoles y los indios auxiliares lograron superar el Imperio incaico (que se extendía entre los presentes Ecuador, Perú, Bolivia, Chile y Argentina) y reclamó el territorio para España. En 1535, España fundó la ciudad de Lima, la cual se convertiría en la sede del poder y la capital del Virreinato del Perú desde 1542, y en su máxima expansión incorporó a la mayoría de las naciones de América del Sur. El virreinato fue conformado por los indígenas nobles, es decir, todos los descendientes de la nobleza incaica y de las panacas reales. También fueron nobles reconocidos aquellos indígenas descendientes de las grandes macroétnicas costeñas y andinas.
A principios de la década de 1780, los pueblos indígenas locales de las tierras altas participaron en levantamientos generalizados, especialmente en la rebelión de Túpac Amaru II, esperando restaurar el incanato. Sin embargo, las revueltas fueron derrotadas por las tropas españolas.

### Independencia
Al igual que algunas provincias hispanoamericanas a principios del siglo XIX, Perú vio una ola de conciencia y la posibilidad de independencia de España. Sin embargo, a diferencia de la mayoría de las naciones hispanas, la independencia del Perú fue conducida principalmente por personas de afuera. El 28 de julio de 1821, José de San Martín declaró la independencia del Perú. No sería hasta diciembre de 1824 cuando las fuerzas de Simón Bolívar ingresaron al Perú y el país obtuvo su independencia por completo.

### Post Independencia

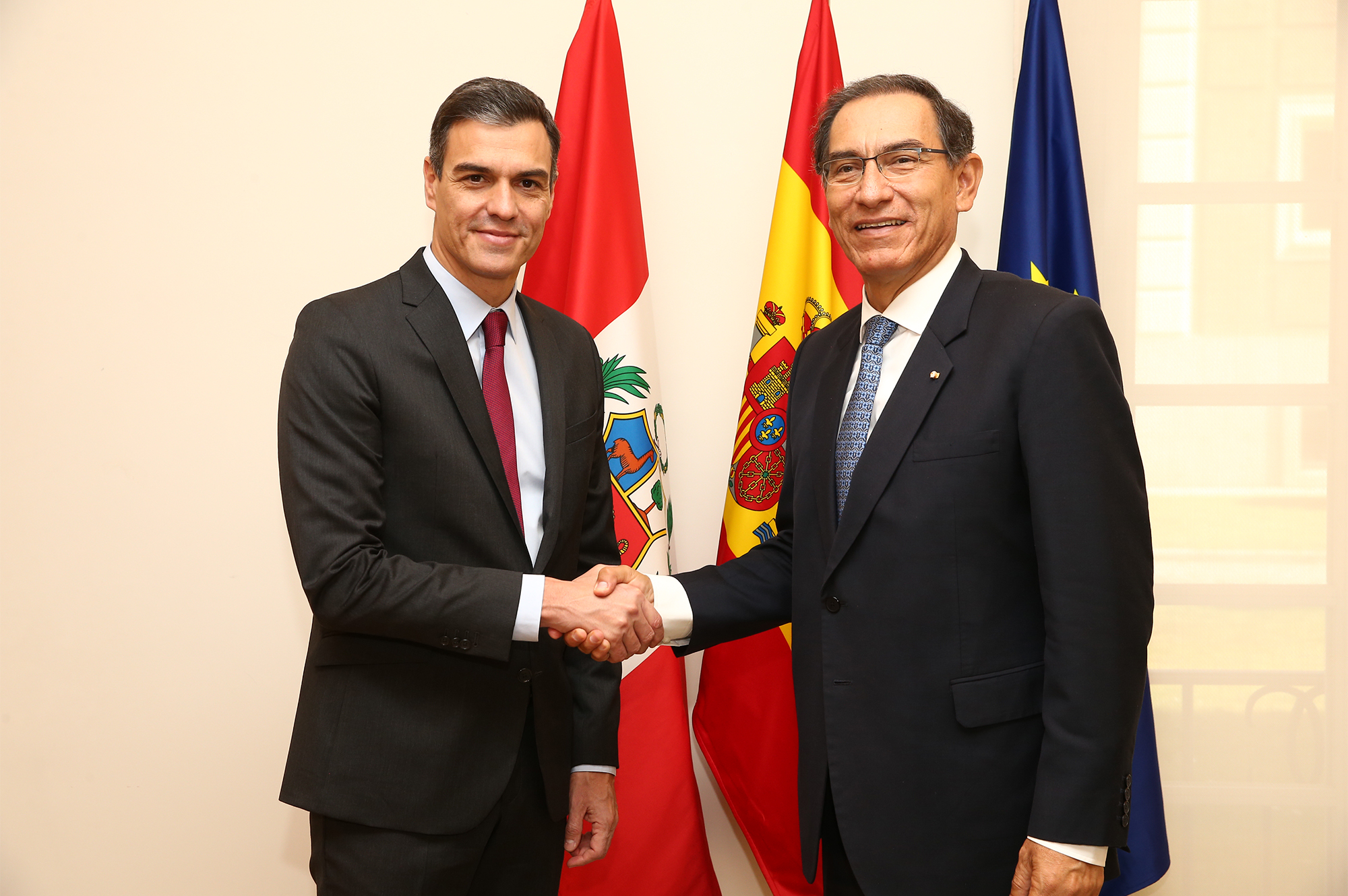
Presidente peruano Martín Vizcarra y el presidente del Gobierno español Pedro Sánchez en Madrid, 2019.

En 1864, Perú, junto con Bolivia, Chile y Ecuador, declaró la guerra a España cuando las fuerzas españolas ocuparon el guano rico Islas Chincha cerca de la costa del Perú lo cual provocó la guerra hispano-sudamericana. La guerra duró hasta 1866  cuando las fuerzas españolas bombardearon la ciudad portuaria y regresaron a España después de la Batalla del Callao. En agosto de 1879, España reconoció oficialmente la independencia de Perú y representantes de ambas naciones firmaron un "Tratado de Paz y Amistad" en París y, por lo tanto, establecieron relaciones diplomáticas. La suscripción del Tratado de Paz y Amistad, marco el inicio de las relaciones diplomáticas entre el Perú y España. A partir de ese momento se da lugar a una nueva etapa en la que se suscribieron importantes convenios bilaterales en los ámbitos cultural, jurídico y académico. Es en esta época también que el Perú apoya la participación de la Corona española en la solución de algunos diferendos limítrofes con sus países vecinos.
Durante la guerra civil española (1936-1939), la embajada peruana en Madrid acogió a más de 370 solicitantes de asilo españoles y ciudadanos peruanos que intentaban abandonar el país. Debido a que la embajada acogía a ciudadanos españoles, las fuerzas gubernamentales estacionaron soldados en la entrada de la embajada y el consulado peruano para asegurarse de que capturarían a los ciudadanos españoles que intentaran huir de la embajada. Como resultado, el gobierno peruano emitió una carta denunciando al gobierno y sus tácticas. Debido a la tensa relación entre las dos naciones durante este período, Perú y España cortaron las relaciones diplomáticas en marzo de 1938, sin embargo, una vez que el general Francisco Franco tomó el poder, ambas naciones restablecieron las relaciones diplomáticas en febrero de 1939. En junio de 1939, ambas naciones reabrieron sus embajadas, respectivamente.
En los años que siguieron y hasta finalizada la Segunda Guerra Mundial, los vínculos hispano peruanos estuvieron determinados por el refuerzo de los lazos culturales. El contenido de la relación bilateral se verá enriquecido luego en los cincuenta, con la firma del Acuerdo Comercial -que introdujo el componente económico- y otros convenios igual de relevantes, como el de Doble Nacionalidad y el de Supresión de Visados. En 1959 se suscribió un convenio en el cual, un peruano en España o un español en el Perú, pueden solicitar la nacionalidad del país en el que vive con el requisito de dos años de residencia legal y sin interrupción.
En noviembre de 1978, los reyes españoles, Juan Carlos I y Sofía de Grecia, realizaron una visita oficial a Perú, su primera visita al país. Desde entonces, miembros de la familia real española y funcionarios del gobierno visitarían Perú en numerosas ocasiones. Por otra parte, en 1991, el presidente peruano, Alberto Fujimori, realizó una visita oficial de estado a España, la primera de un jefe de Estado peruano. En junio de 1989, se suscribió un tratado de extradición entre ambos países.
En mayo de 2018, Perú impulsó la relación bilateral con España. En noviembre del mismo año, los reyes de España, Felipe VI y Letizia Ortiz, se reunieron con el presidente peruano, Martín Vizcarra, y su esposa, Maribel Díaz, iniciando una visita de Estado en la que ambos países fortalecieron sus relaciones con una completa agenda de contactos institucionales, económicos, sociales, defensa y culturales. Ambos líderes expresaron el deseo de intentar un acercamiento conjunto en las relaciones entre ambos países. El rey español recibió del jefe del Estado la medalla de Orden al Mérito por Servicios Distinguidos en el grado de Gran Cruz Especial. Asimismo, Vizcarra afirmó el apoyo español para el acceso de Perú a la OCDE.
En 2021, el presidente peruano, Pedro Castillo, criticó la presencia española en el Perú en su toma de posesión. Aunque un diputado de la oposición del Congreso del Perú, Carlos Lizarzaburu, envió un oficio disculpándose al rey Felipe VI por los insultos del presidente durante su investidura, criticando al mandatario peruano por el profundo desconocimiento de la historia que une a ambas naciones y las relaciones existentes de apoyo mutuo que datan desde hace dos siglos. En 2022, España fue uno de los países que condenaron la "ruptura del orden constitucional" causada por Castillo en Perú. Posteriormente, España felicitó el subsiguiente "restablecimiento de la normalidad democrática" después de que el Congreso de Perú aprobase, en sesión extraordinaria, una moción de censura contra Castillo por incapacidad moral. Asimismo, en enero de 2023, España pidió resolver la crisis política peruana por "vías constitucionales".

## Cooperación cultural
Perú cuenta con un Centro Cultural de España en Lima. En octubre de 2021, se constituyó el inicio del expediente de hermanamiento entre las ciudades de Córdoba (España) y Cuzco (Perú), basándose en la relación como parte del Patrimonio de la Humanidad y unidas también por la figura del Inca Garcilaso de la Vega, fomentando la colaboración y el intercambio de experiencias en ámbitos como la educación, el turismo, la cultura o la economía, para beneficio del conjunto de sus ciudadanos.
En julio de 2022, el embajador de Perú en España, Óscar Maúrtua, anunció que la embajada peruana trabaja en la apertura de una "Casa de Perú" en Madrid, así como la construcción de una réplica de la "Estela Chavín" en el distrito de Chamartín. Asimismo, la cónsul del Perú en Madrid, Elizabeth González, destacó que las relaciones entre ambos países “siempre han sido muy buenas” y que “continúan siéndolo”, tanto por los elementos históricos que unen ambos países como por la riqueza cultural. Posteriormente, Maúrtua argumentó que España y Perú están unidos por fuertes lazos histórico-culturales, desarrollados a lo largo de cinco siglos de tradiciones compartidas: la arquitectura, la pintura, la literatura o la gastronomía, bajo la riqueza del español, y que ambos países se reconocen como aliados estratégicos hacia el futuro. Además, con motivo de los 201 años de independencia del país sudamericano, el canciller peruano, César Landa, afirmó que el Perú reconoce a España como el principal "aliado estratégico y confiable" en la UE, destacando los fuertes lazos histórico-culturales y la "excelente" relación económica.
En abril de 2023, Francia, Italia, Polonia y Perú fundaron el Cuerpo Consular de Castilla y León (España). La asociación de consulados acreditados en España con sede en las capitales de la Comunidad promoverá el intercambio cultural, científico, académico, económico y turístico entre la Región y los países representados.

## Comercio
España y Perú tiene un acuerdo comercial por medio del Tratado de Libre Comercio entre Perú y la UE. El acuerdo entró en vigor el 1 de marzo de 2013. En 2017, el comercio entre Perú y España ascendió a €3 mil millones de euros. Las principales exportaciones de España a Perú incluyen: maquinaria, equipos eléctricos, maquinaria de construcción y acero. Las principales exportaciones de Perú a España incluyen: cobre; zinc; crustáceos congelados y mejillones de mar; frutas y verduras. Empresas multinacionales españolas como: Banco Bilbao Vizcaya Argentaria, Banco Santander, Mapfre, Telefónica y Zara, entre otros, operan en Perú.
La consolidación económica de España en las décadas posteriores dio lugar prioritario al capítulo de cooperación y, en los noventa, a su papel de exportador de capitales. En este período, España realiza importantes inversiones en los campos de telecomunicaciones, banca, energía y finanzas en el Perú, que a la par se convierte en uno de los principales beneficiarios latinoamericanos de la cooperación española. La firma del Acuerdo de Asociación Estratégica, que tuvo lugar en 2008, formalizó el diálogo político al más alto nivel.

## Transporte y turismo
Hay vuelos directos entre España y Perú con los siguientes aerolíneas: Air Europa, Iberia, LATAM Perú y Plus Ultra Líneas Aéreas. Actualmente, reside una importante comunidad de inmigrantes peruanos integrados en la sociedad española. Desde el 15 de marzo de 2016, los peruanos están exonerados de la visa en el espacio Schengen.

## Misiones diplomáticas residentes
- España tiene una embajada y consulado-general en Lima.[30]
- Perú tiene una embajada y consulado-general en Madrid y consulados-generales en Barcelona, Bilbao, Sevilla y Valencia.[31]

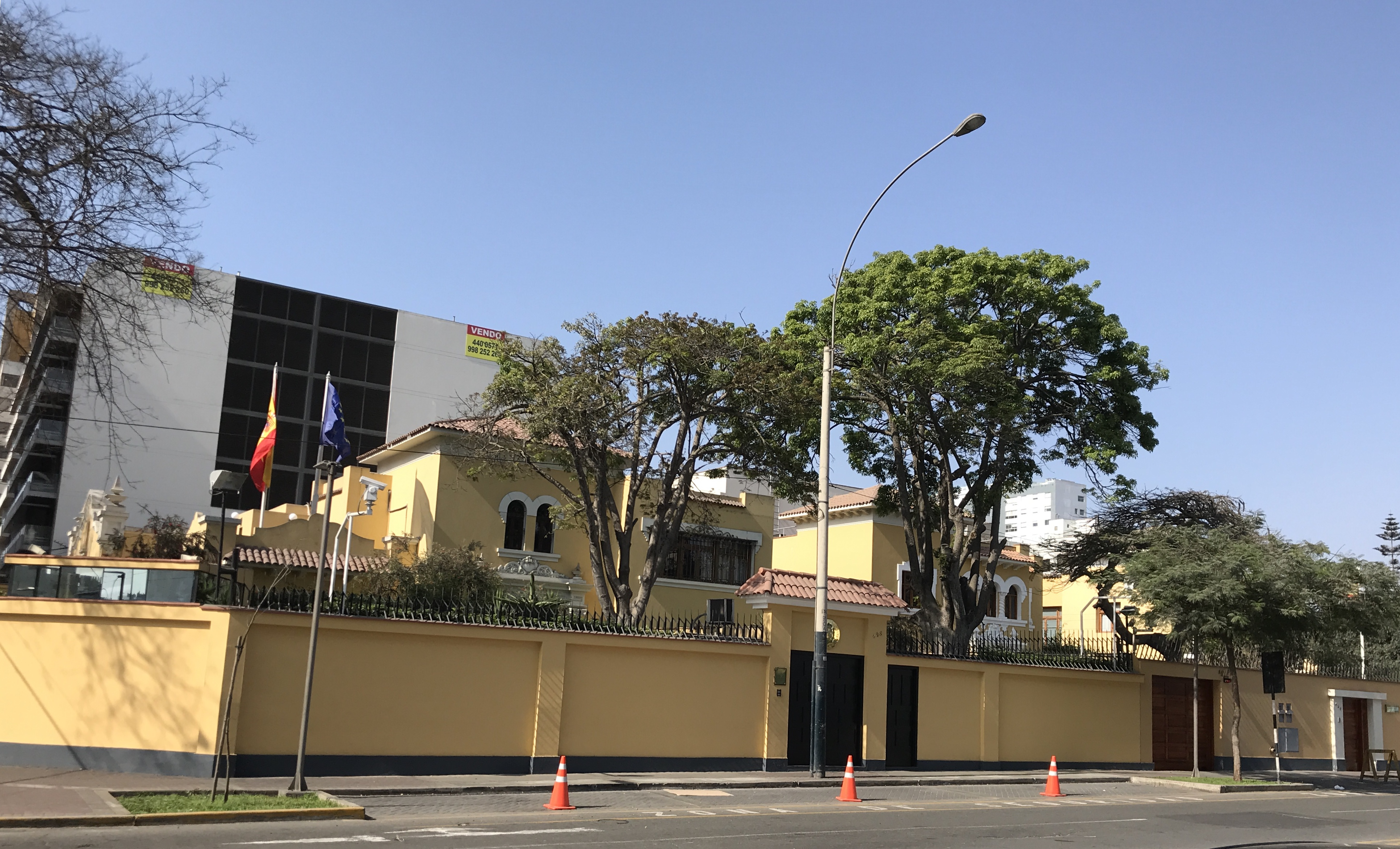
Embajada de España en Lima.
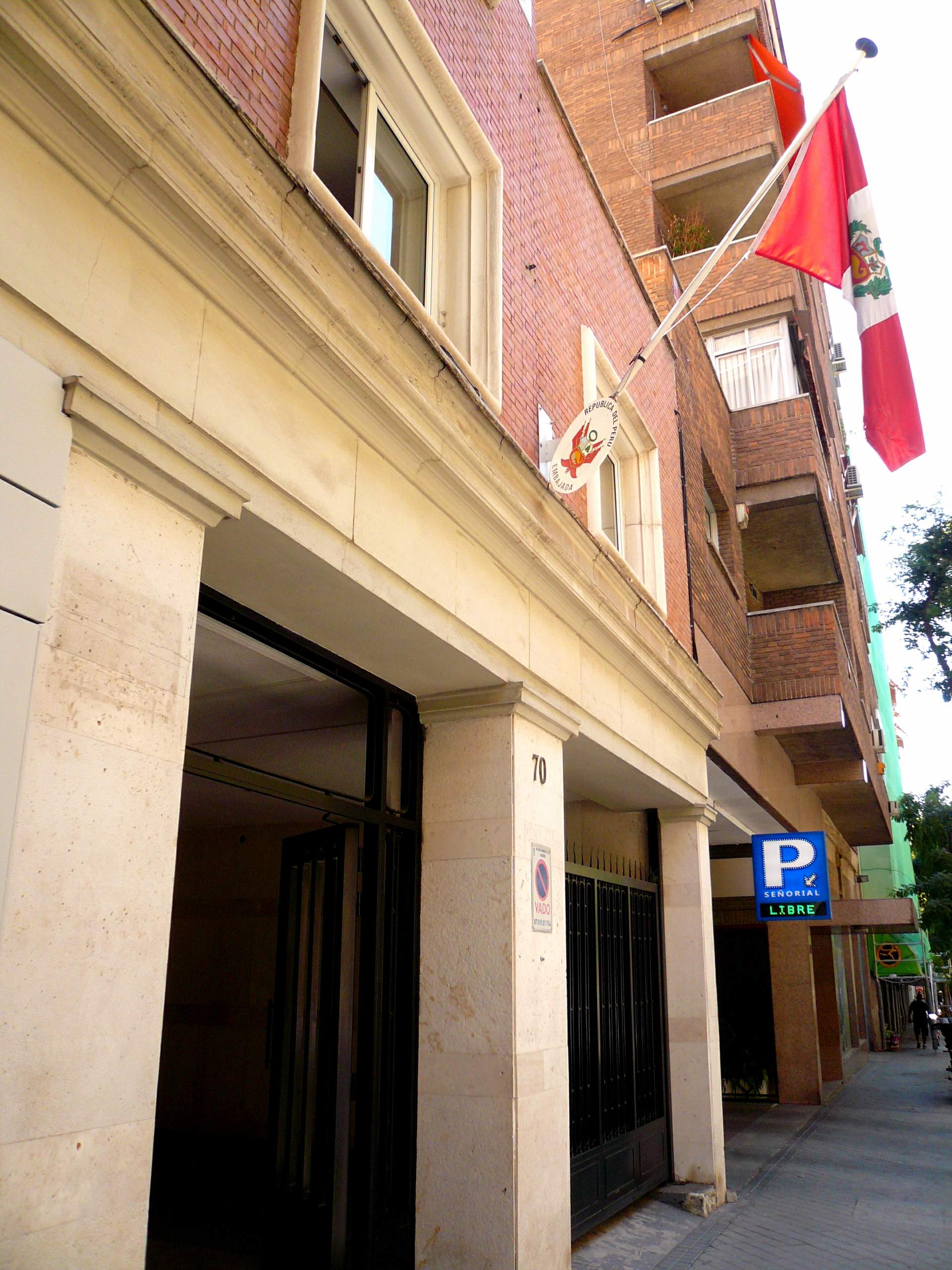
Embajada del Perú en Madrid.
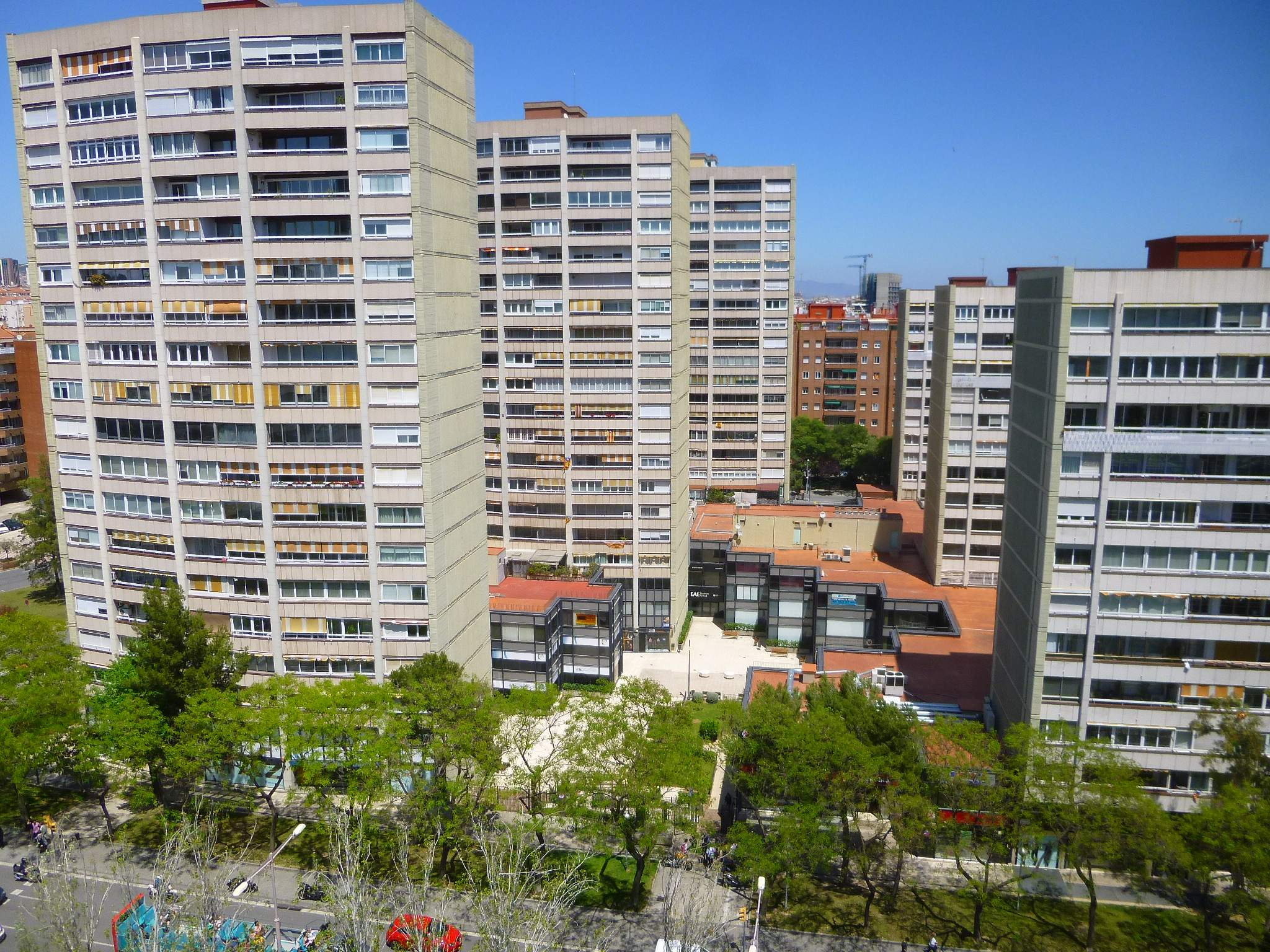
Edificio alojando al Consulado-General del Perú en Barcelona.
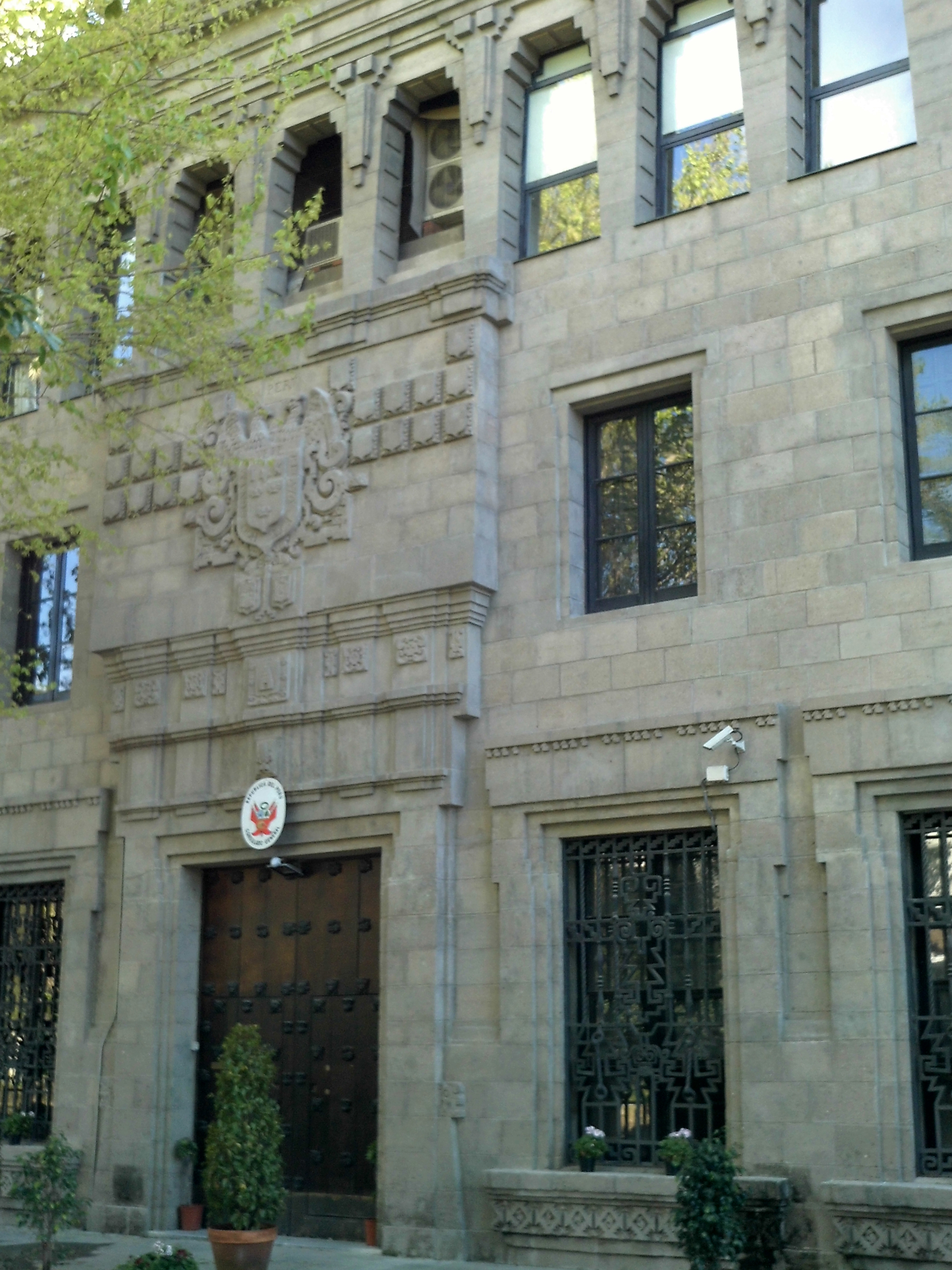
Consulado-General del Perú en Sevilla.